# 无锡市第九人民医院
31°33′40″N 120°15′00″E / 31.561°N 120.25°E

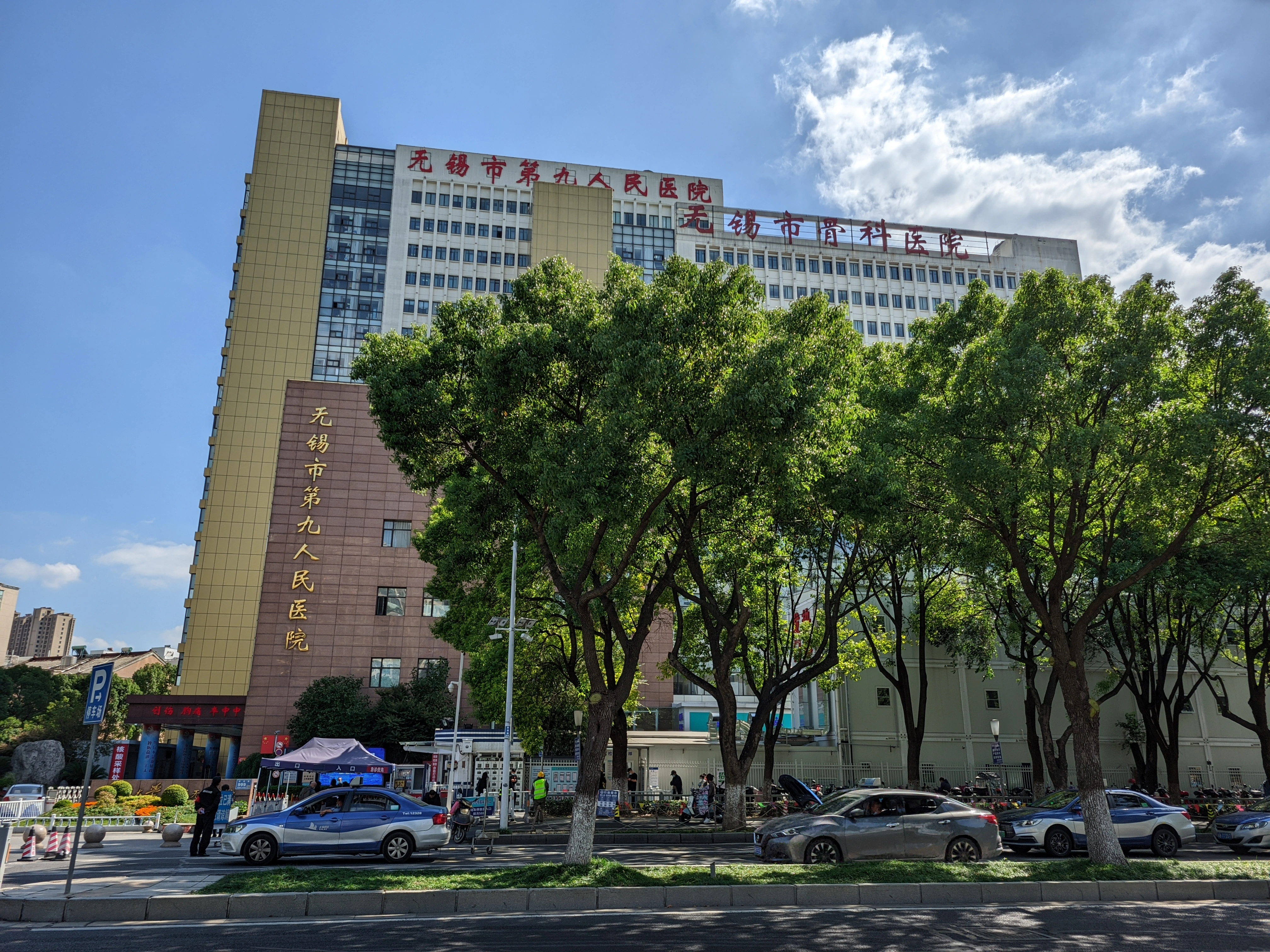
无锡市第九人民医院

无锡市第九人民医院，又称无锡市骨科医院、苏州大学附属无锡九院，于1989年9月创建，位于中华人民共和国江苏省无锡市梁溪路999号（小桃园）。是一家江苏省工伤康复定点机构。